# Korallmal
Korallmal (Plotosus lineatus) är en fiskart som först beskrevs av Thunberg 1787.  Korallmal ingår i släktet Plotosus och familjen Plotosidae. Inga underarter finns listade i Catalogue of Life.
Korallmalen har giftiga taggar vid rygg- och analfenan. Den blir upp till 32 cm lång. På varje kroppssida förekommer två vita längsgående strimmor på chokladbrun grund. Individernas undersida är mer silverfärgad. Ungar har en mörkare grundfärg och strimmorna är mer gulaktiga.
Arten förekommer i Persiska viken där den vistas i upp till 60 meter djupa områden. Korallmalen hittas ofta nära korallrev eller i strandsjöar.
Vuxna exemplar lever ensam eller i mindre stim. De livnär sig av olika ryggradslösa havsdjur. Ungdjur bildar grupper i det grunda vattnet.